# Курляндский, Александр Ефимович
Алекса́ндр Ефи́мович Курля́ндский (1 июля 1938, Москва — 21 декабря 2020, там же) — русский писатель, сатирик и драматург, сценарист, автор книг для детей. Заслуженный деятель искусств Российской Федерации (2007). Лауреат Государственной премии СССР (1988).
Автор сценариев мультипликационных фильмов «Ну, погоди!», «Баба-яга против!», «Возвращение блудного попугая».

## Биография
Родился 1 июля 1938 года в Москве в еврейской семье. Родители — инженер-связист Ефим Яковлевич Курляндский (1911—1984) и техник связи Елена Наумовна Курляндская (урождённая Бриль, 1913—1999) — познакомились во время учёбы в техникуме связи. В годы Великой Отечественной войны был с родителями, бабушкой и дедом в эвакуации в Свердловске. В 1961 году окончил Московский инженерно-строительный институт имени В. В. Куйбышева. С 1964 года — профессиональный литератор.
Один из создателей самого известного мультипликационного сериала «Ну, погоди!» (именно первым выпуском погони Волка за Зайцем дебютировал в мультипликации).
Опыт работы над фильмами с продолжением пригодился писателю, когда он придумал «Великолепного Гошу» (10 выпусков), «Возвращение блудного попугая» (3 выпуска) и «Только для взрослых». (3 выпуска) О главных персонажах мультсериала «Возвращение блудного попугая» — попугае Кеше, коте Василии и вороне Кларе, Курляндский позже написал четыре повести — «Вы не были на Таити?», «А нас и здесь неплохо кормят!», «Прелестно!», и «Попугай Кеша ищет клад».
Также написал повесть по мультсериалу «Ну погоди» — «Ну, погодите или Двое на Одного».
Писал юмористические рассказы, по пяти из которых были сняты сюжеты для киножурнала «Ералаш», а также ряд сюжетов в киножурнале «Фитиль». Писал и для взрослых (пародийный боевик «Тринадцатая ножка Буша», книга «Тайны кремлёвских подземелий»).
В 1970 и 1977 годах был дважды удостоен премии «Золотой телёнок» «Клуба 12 стульев» «Литературной газеты».
Умер 21 декабря 2020 года в возрасте 82 лет в Москве от онкологического заболевания. Прощание прошло 23 декабря в Центральном доме работников искусств. Тело было кремировано, а урна с прахом захоронена в семейной могиле на Востряковском кладбище (центральная территория, 130 участок).

## Семья
Жена — Инесса Денисовна Чуковская (род. 1934), преподаватель немецкого языка. С начала 1980-х годов семья жила в ЖСК «Советский писатель» на Красноармейской улице в доме 23.

## Фильмография
- 1967 — «Штурмовщина» («Фитиль» № 59)
- 1969 — «Весёлая карусель» № 1. «Ну, погоди!»(1968)
- 1969 — «Ну, погоди! (выпуск 1)»
- 1970 — «Весёлая карусель» № 2. «Небылицы»
- 1970 — «Весёлая карусель» № 2. «Самый первый»
- 1970 — «Ну, погоди! (выпуск 2)»
- 1971 — «Ну, погоди! (выпуск 3)»
- 1971 — «Только для взрослых (выпуск 1)»
- 1971 — «Ну, погоди! (выпуск 4)»
- 1972 — «Выше голову!»
- 1972 — «Ну, погоди! (выпуск 5)»
- 1972 — «Экспонат» («Фитиль» № 121)
- 1972 — «Вокруг света поневоле»
- 1973 — «Ну, погоди! (выпуск 6)»
- 1973 — «Ну, погоди! (выпуск 7)»
- 1973 — «Только для взрослых (второй выпуск)»
- 1973 — «Умельцы»
- 1974 — «Ну, погоди! (выпуск 8)»
- 1974 — «Только для взрослых (третий выпуск)»
- 1976 — «Ну, погоди! (выпуск 9)»
- 1976 — «Аксиома» («Ералаш» № 8)
- 1976 — «Ну, погоди! (выпуск 10)»
- 1976 — «Репетиция»
- 1977 — «Ну, погоди! (выпуск 11)»
- 1977 — «Спасибо за внимание» («Ералаш» № 12)
- 1977 — «Подхалим („Ералаш“ № 12)»
- 1978 — «Ну, погоди! (выпуск 12)»
- 1978 — «Спасибо, аист!»
- 1979 — «Папа, мама, я — дружная семья» («Ералаш» № 19)
- 1979 — «Баба-яга против! (выпуск 1)»
- 1980 — «Баба-яга против! (выпуск 2)»
- 1980 — «Баба-яга против! (выпуск 3)»
- 1980 — «Ну, погоди! (выпуск 13)»
- 1980 — «Метание молота»
- 1980 — «Ну, погоди! № 1» (Экран)
- 1981 — «Жили-были матрёшки»
- 1981 — «Сезон охоты»
- 1981 — «Великолепный Гоша 1»
- 1981 — «Великолепный Гоша 3»
- 1981 — «Ну, погоди! № 2-3» (Экран)
- 1982 — «Великолепный Гоша 4»
- 1982 — «Великолепный Гоша 5»
- 1983 — «О, море, море!..»
- 1984 — «Возвращение блудного попугая»  (первый выпуск)
- 1984 — «Ну, погоди! (выпуск 14)»
- 1984 — «Встречайте бабушку»
- 1985 — «Грибной дождик»
- 1985 — «Ну, погоди! (выпуск 15)»
- 1985 — «Апельсиновый остров»
- 1986 — Находка
- 1986 — «На всякий случай» («Фитиль» № 292)
- 1986 — «Необыкновенный концерт» («Ералаш» № 59)
- 1986 — «Ну, погоди! (выпуск 16)»
- 1987 — «В зоопарке — ремонт!»
- 1987 — «Возвращение блудного попугая»  (второй выпуск)
- 1987 — «Три лягушонка»
- 1987 — «Через тернии к звёздам» («Фитиль» № 295)
- 1988 — «Возвращение блудного попугая»  (третий выпуск)
- 1988 — «Три лягушонка (выпуск 2)»
- 1990 — «Верёвка»
- 1990 — «Из пушки на Луну и далее без остановок»
- 1991 — «Яблочный пирог»
- 1992 — «Непобедимые тойстеры. Затерянные в Тойберии»[17]
- 1993 — «Ну, погоди! (выпуск 17)»
- 1993 — «Ну, погоди! (выпуск 18)»
- 1994 — «Новые русские»
- 2002 — «Утро попугая Кеши»
- 2005 — «Ну, погоди! (выпуск 19)»
- 2005 — «Новые приключения попугая Кеши»
- 2006 — «Ну, погоди! (выпуск 20)»
- 2006 — «Попугай Кеша и чудовище»